# GOLDEN J-POP/THE BEST ルック
『GOLDEN J-POP/THE BEST ルック』（ゴールデン・ジェーポップ/ザ・ベスト ルック）は、日本のバンドであるルックのベスト・アルバム。1997年11月21日にEpic/Sony Recordsから発売された。

## 構成
1985年にシングル「シャイニン・オン 君が哀しい」でデビューしたルックのキャリア初となるベスト・アルバムとしてリリースされ、デビューシングルのシングルヴァージョンとアルバムヴァージョンが同時に収録されている。LOOKのラストシングル「冬のステーション」はアルバム未収録だったが、今作でアルバム初収録となり、カップリング曲「HELLO GOOD-BYE」はLOOKのシングル作品では唯一、完全にアルバム未収録である。

## 収録曲
| #         | タイトル                                               | 作詞              | 作曲         | 編曲         | 収録作品                                        | 時間  |
| --------- | ------------------------------------------------------ | ----------------- | ------------ | ------------ | ----------------------------------------------- | ----- |
| 1.        | 「シャイニン・オン 君が哀しい (シングルヴァージョン)」 | 千沢仁            | 千沢仁       | LOOK         | デビューシングル「シャイニン・オン 君が哀しい」 | 4:31  |
| 2.        | 「KNOCK!!」                                            | 広石正宏          | 山本はるきち | LOOK         | 1stアルバム『BOYS BE DREAMIN'』                 | 3:53  |
| 3.        | 「パパイヤ娘」                                         | 広石正宏          | 千沢仁       | LOOK         | 1stアルバム『BOYS BE DREAMIN'』                 | 3:11  |
| 4.        | 「スマイル・アゲイン」                                 | 広石正宏          | 千沢仁       | LOOK         | 1stアルバム『BOYS BE DREAMIN'』                 | 5:03  |
| 5.        | 「Hello Hello」                                        | 鈴木徹            | 千沢仁       | LOOK         | 2ndシングル「Hello Hello」                      | 3:52  |
| 6.        | 「少年の瞳」                                           | 広石正宏          | 千沢仁       | LOOK         | 3rdシングル「少年の瞳」                         | 3:23  |
| 7.        | 「Round at the Night」                                 | 広石正宏 山本治彦 | 山本治彦     | 山本治彦     | 2ndアルバム『LOOKIN' WONDERLAND』               | 5:32  |
| 8.        | 「Song for You」                                       | 広石正宏          | 千沢仁       | LOOK         | 3rdシングル「少年の瞳」                         | 5:47  |
| 9.        | 「追憶の少年」                                         | 相良光紀          | 千沢仁       | 武部聡志     | 4thシングル「追憶の少年」                       | 4:44  |
| 10.       | 「サヨナライエスタデイ」                               | 相良光紀          | 千沢仁       | 大村憲司     | 5thシングル「サヨナライエスタデイ」             | 4:55  |
| 11.       | 「WINGS」                                              | 鈴木徹 広石正宏   | 千沢仁       | LOOK         | 3rdアルバム『WINGS』                            | 4:26  |
| 12.       | 「ラスト・シーンから始めよう」                         | 相良光紀          | 千沢仁       | 大村憲司     | 6thシングル「ラスト・シーンから始めよう」       | 4:55  |
| 13.       | 「Ring! Ring! Ring!」                                  | 相良光紀          | 千沢仁       | 武部聡志     | 6thシングル「ラスト・シーンから始めよう」       | 4:05  |
| 14.       | 「ONE DIMEの夢」                                       | 広石正宏          | 山本治彦     | Alan Brewer  | 7thシングル「ONE DIMEの夢」                     | 4:47  |
| 15.       | 「冬のステーション」                                   | 相良光紀          | 山本はるきち | 山本はるきち | 8thシングル「冬のステーション」、アルバム初収録 | 5:31  |
| 16.       | 「シャイニン・オン 君が哀しい (アルバムヴァージョン)」 | 千沢仁            | 千沢仁       | LOOK         | 1stアルバム『BOYS BE DREAMIN'』                 | 6:16  |
| 合計時間: | 合計時間:                                              | 合計時間:         | 合計時間:    | 合計時間:    | 合計時間:                                       | 74:51 |